# Aphaenogaster holtzi
Aphaenogaster holtzi é uma espécie de inseto do gênero Aphaenogaster, pertencente à família Formicidae.